# Sant Lluís Rei de la Ciutadella de Montlluís
Sant Lluís Rei de la Ciutadella de Montlluís és l'antiga església parroquial de la vila de Montlluís, esdevinguda després durant uns anys capella militar, del terme comunal del mateix nom, a la comarca del Conflent, de la Catalunya del Nord.
Està situada al centre de la Ciutadella de Montlluís.
És una església del segle xviii, austera. Des del 1721, el rector de Montlluís promulgà la construcció d'una església nova, a la vila, lluny del soroll dels soldats i del seu llenguatge barroer i ple de renecs, que arribaven fins i tot en plena consagració, durant la missa. Un cop acabada la construcció de l'església nova, l'any 1737, la vella entrà en desús, mantinguda com a capella militar un temps, fins que poc després de la Revolució Francesa fou desafectada.